# Zdrawec (obwód Chaskowo)
Zdrawec (bułg. Здравец) – wieś w południowej Bułgarii, w obwodzie Chaskowo, w gminie Dimitrowgrad.